# 山本亘
山本 亘（やまもと せん、1943年〈昭和18年〉1月21日 - ）は、日本の俳優、声優。東京都出身。身長165 cm。体重55 kg。
成蹊大学政治学科、桐朋学園大学短期大学部（現：桐朋学園芸術短期大学）芸術科演劇専攻、フランス・ジャック・ルコック学校各卒業。兄は同じく俳優の山本學、山本圭。建築家の山本勝巳の三男で、叔父に映画監督の山本薩夫がいる。
劇団俳優座、仕事に所属していた。

## 出演

### テレビドラマ
- 柳生十兵衛（1970年 - 1971年、フジテレビ） - 徳川家光
- 天皇の世紀 第7話「黒い風」（1971年、ABC）
- かあさんの四季（1972年 - 1973年、フジテレビ）
- 赤ひげ 第12話「冬の宿」（1973年、NHK） - 中川房之助
- 水曜ドラマ 金色夜叉（1973年、NHK） - 寛一
- 白い影（1973年、TBS） - 小橋俊之
- 花の生涯（1974年、日本テレビ） - 多田帯刀
- 影同心 第10話「油地獄の殺し節」（1975年、MBS / 東映） - 清七
- 必殺シリーズ（ABC / 松竹）
  - 必殺必中仕事屋稼業 第15話「大当たりで勝負」（1975年、ABC / 松竹） - 岩岡鉄五郎
  - 必殺からくり人・富嶽百景殺し旅 第13話「尾州不二見原」（1978年） - 清吉
- 砂の器（1977年、フジテレビ） - 吉村弘
- 太陽にほえろ! （NTV）
  - 第277話「身代り」（1977年） - 雨坪明
  - 第346話「華麗なる証人」（1979年） - 竹本義雄
- 七人の刑事 第24話「サタデーナイトフィーバー」（1978年、TBS）
- 獅子のごとく（1978年、TBS） - 平出修 役
- 同心部屋御用帳 江戸の旋風IV 第8話「返ってきた雨傘・感動編」（1978年、フジテレビ / 東宝） - 庄太
- 陽はまた昇る（1979年、フジテレビ） - 金沢政行
- 愛の劇場・二十四の瞳（1979年、TBS）
- 東芝日曜劇場
  - 第1241回「あかねの空」（1980年9月21日、北海道放送） - 安見研
- 銀河テレビ小説（NHK）
  - 女の日時計（1981年） - 敬一
- 二百三高地 愛は死にますか（1981年、TBS）
- 土曜ワイド劇場「松本清張の死んだ馬」（1981年、テレビ朝日 / 松竹） - 秋岡辰夫
- 赤かぶ検事奮戦記 第2シリーズ 第2話「宝くじ殺人事件」（1981年、ABC / 松竹） - 田代良和
- ちょっといい姉妹（1981年 - 1982年、TBS）
- ザ・サスペンス「温情判事」（1982年） - 内堀
- 淋しいのはお前だけじゃない（1982年、TBS）
- ザ・ハングマンII 第3話「女学院を喰らう大学理事長」（1982年、ABC） - 竹内和彦
- 徳川家康（1983年、NHK大河ドラマ） - 板倉勝重
- その時、妻は（1984年、TBS）
- 愛の劇場・母さん、家においでよ（1986年9月 - 10月、TBS）
- 夏樹静子サスペンス・「カビ」（1987年、KTV）
- 三匹が斬る! 第8話「父恋の、凧空に舞い草枕」（1987年、テレビ朝日） - 村上源一郎
- 塀の中の懲りない面々3（1988年、TBS）
- さすらい刑事旅情編II 第19話「草津温泉雪景色・罠に落ちた美人OL」（1990年、テレビ朝日）
- 八百八町夢日記 第1シリーズ 第17話「父は強かった」（1990年、日本テレビ / ユニオン映画）
- 七人の女弁護士 第1シリーズ 第6話「美人外科医の完全犯罪! 暴かれたスキャンダル」（1991年、テレビ朝日 / PDS） - 間壁六郎
- 裏切りの中央本線（1991年、テレビ朝日）
- はぐれ刑事純情派 第5シリーズ 第23話「盗まれた遺書・自分をなおせなかった男」（1992年、テレビ朝日 / 東映） - 松井了治
- 鬼平犯科帳　第7シリーズ 第3話「妖盗葵小僧」（1996年、フジテレビ）
- ウルトラマンガイア（MBS / 円谷プロ） - 高山唯一 
  - 第28話「熱波襲来」（1999年）
  - 第50話「天使降臨」（1999年）
  - 第51話「地球はウルトラマンの星」（1999年）
- 隠密奉行朝比奈  第2シリーズ 第6話「逃げる女・鳥取砂丘の決闘（フジテレビ、1999年）-荒木田堅物
- 水戸黄門（TBS）
  - 第37部 第15話「三行半は御免蒙る・宮古」（2007年） - 利平
  - 第39部 第5話「ゴリ押し父子の悪企み・赤穂」（2008年） - 播磨屋平左衛門
  - 第40部 第12話「藩主の嫁も楽じゃない・鶴岡」（2009年） - 最上屋卯兵衛
- 相棒 season6 第18話（2008年3月12日、テレビ朝日） - 中津留健吾
- 雲霧仁左衛門（2013年、NHK BSプレミアム） - 治平 
  - 雲霧仁左衛門2（2015年2月 - 3月）
  - 雲霧仁左衛門3（2017年1月 - 2月）
- 金曜プレミアム「剣客商売 陽炎の男」（2015年、フジテレビ / 松竹） - 嘉助

### 映画
- 黒の斜面（1971年、監督：貞永方久）
- どぶ川学級（1972年）
- 惑星大戦争（1977年、監督：福田純） - 操縦士[1]
- あゝ野麦峠（1979年、監督：山本薩夫）
- 影武者（1980年、監督：黒澤明）
- この子を残して（1983年、監督：木下惠介） - 山本卯太郎
- ラストシーン（2002年、監督：中田秀夫）
- ステキな金縛り（2011年、監督：三谷幸喜） - 日村たまる

### テレビアニメ
- 金田一少年の事件簿（1999年、よみうりテレビ） - 三矢鉄男

### 吹き替え
- BBCシェークスピア劇場 終わりよければすべてよし - バートラム

### バラエティ
- 笑っていいとも! テレフォンショッキング